# Katja Hofmann (Autorin)
Katja Hofmann (* 21. Oktober 1986 in Halle (Saale)) ist eine deutsche Poetry-Slammerin und Moderatorin.

## Künstlerisches Schaffen
Katja Hofmann wuchs im thüringischen Artern auf und zog 2005 zum Studium nach Halle/Saale. Dort studierte sie Frankoromanistik und Politikwissenschaft. Seit 2008 bereist sie Poetry Slam-Bühnen in Deutschland, gibt (Schul-)Workshops zum Thema „Kreatives Schreiben und Bühnenpoesie“ sowie „Motivationstraining und Teambuilding“. Neben zahlreichen Siegen bei regionalen Slamveranstaltungen wurde sie unter anderem im Jahr 2014 Poetry Slam-Landesmeisterin in ihrem Heimatland Thüringen. 2012 und 2013 qualifizierte sie sich im Einzelwettbewerb der deutschsprachigen Poetry-Slam-Meisterschaft für das Halbfinale. 2014 und 2016 zog sie zusammen mit ihrer Teampartnerin Leonie Warnke als „Team MfG“ in das Finale der deutschsprachigen Poetry-Slam-Meisterschaft ein. Weiterhin wird sie seit 2013 als Workshopleiterin für Poetry-Slam-Workshops an Schulen, zu Firmenfeiern oder anderen sozialen Projekten gebucht.
Im Zuge des Julia-Engelmann-Hypes wurde die Zeitschrift Brigitte auf Katja Hofmann aufmerksam. Um noch mehr Aufmerksamkeit und Unterstützung für Frauen in der deutschsprachigen Poetry Slam Szene zu erreichen, schloss sie sich 2016 dem Verein Slam Alphas an.
Katja Hofmann ist feste Autorin der Lesebühnen Glanz&Gloria und Sanfte Eskalation.

## Erfolge
- 2012: Vize-Slam-Meisterin Sachsen-Anhalt
- 2012: Halbfinalistin der deutschsprachigen Poetry Slam Meisterschaften in Heidelberg/Mannheim
- 2013: Vize-Slam-Meisterin Thüringen
- 2013: Halbfinalistin der deutschsprachigen Poetry Slam Meisterschaften in Bielefeld
- 2014: Slam-Landesmeisterin Thüringen
- 2014: Finalistin bei den deutschsprachigen Poetry Slam Meisterschaften in Dresden mit dem Team MfG
- 2016: Finalistin bei den deutschsprachigen Poetry Slam Meisterschaften in Stuttgart mit dem Team MfG

## Veröffentlichungen
- Textbeitrag für: Pegasus II -mehr als nur eine Anthologie - Kinder schreiben für Kinder. Anläßlich der Feierlichkeiten zum 800jährigen Marktrecht der Stadt. Hrsg.: Ingeburg Bohne. Burgverlag, Weissensee 1998, ISBN 978-3-931303-05-1, S. 181.
- Textbeitrag für: Poetry Slam in Thüringen. Hrsg.: Highslammer e.V. Satyr Verlag, 2016, ISBN 978-3-944035-74-1, S. 96.

## Moderationen
- PLAY-Creative Gaming Festival Hamburg[7]
- Poetry Slam in der Oper Halle
- KUK Festival der HTWK Leipzig[8]
- Wörterspeise Poetry Slam Halle[9]
- Poeten gegen Sänger[10]
- Mansfelder Song & Slam Festival[11]
- Hate Slam der Heinrich-Böll-Stiftung Sachsen-Anhalt[12]